# Джордж Селджін
Джордж Селджін (англ. George Selgin /ˈsɛldʒɪn/ — нар. 15 лютого 1957) — американський економіст, прибічник ідей Австрійської економічної школи. Він є старшим науковим співробітником і почесним директором Центру монетарних і фінансових альтернатив Інституту Катона, де він є головним редактором блогу центру Alt-M — це спільнота, присвячена дослідженню та просуванню ідей альтернативного монетарного майбутнього. Також Селджін є почесним професором економіки в Бізнес-коледжі Террі при Університеті Джорджії, а також асоційованим редактором Econ Journal Watch. Раніше Селджін викладав в Університеті Джорджа Мейсона, Університеті Гонконгу та Університеті Західної Вірджинії.

## Дослідження
Дослідження Селджіна охоплюють широке коло тем у сфері монетарної економіки, включаючи монетарну історію, макроекономічну теорію та історію монетарної думки. Він є одним із засновників, разом з Кевіном Даудом та Лоуренсом Вайтом, сучасної школи вільного банкінгу, яка черпає своє натхнення з праць Фрідріха Гаєка про денаціоналізацію грошей та вибір валюти. Основне твердження школи вільного банкінгу полягає в тому, що наслідки державного втручання в грошово-кредитні системи не можуть бути належним чином оцінені без посилання на теорію монетарного laissez-faire, аналогічну теорії вільної торгівлі, яка формує сучасне уявлення про вплив тарифів та інших торговельних бар'єрів. Вільні банкіри стверджують, що в світлі цієї теорії фінансові кризи та бізнес-цикли значною мірою пояснюються помилковим втручанням уряду вільно розвинені та конкурентні монетарні механізми, включаючи законодавство, що надає центральним банкам ексклюзивні права на випуск паперової валюти.
Селджін також відомий як прихильник «норми продуктивності» для монетарної політики — ідеалу, згідно з яким темпи зростання номінального валового внутрішнього продукту повинні бути такими, щоб дозволити рівню цін (на продукцію) знижуватися разом з реальними витратами на виробництво товарів (на одиницю продукції) — тобто темпами, протилежними темпам зростання загальної продуктивності факторів виробництва. На думку Селджіна, запобігаючи м'якій дефляції у відповідь на зростання продуктивності, монетарна влада ризикує ненавмисно підживлювати нестійкі буми або економічні бульбашки, створюючи підґрунтя для подальших спадів і рецесії. Оскільки це вимагає, щоб сукупні витрати зростали стабільними темпами, що дорівнюють трендовим темпам зростання середньозважених факторів виробництва, ідеал Селджіна є версією таргетування номінального доходу, який допоміг надихнути і проінформувати прихильників таргетування валового внутрішнього продукту (ВВП), що з'явився після Великої рецесії.
Селджін вважається Bitcoin OG («Original Gangsta»), оскільки брав участь в оригінальному списку розсилки кіберпанку (разом з Вей Деєм і Ніком Сабо), який привів до винаходу біткойна, на який, за словами Гела Фінні і Ніка Сабо, він допоміг надихнути. Він був одним з перших економістів, які досліджували економіку біткойна та інших криптовалют. Він також є експертом з історії та економіки старомодного карбування металевих монет. Його книга «Хороші гроші» розповідає історію приватного карбування монет під час промислової революції у Великій Британії. Він є одним з найавторитетніших дослідників закону Грешема — найстарішого з усіх економічних законів, що стосуються грошей.
Відтоді, як він приєднався до Інституту Катона, Селджін став провідним критиком деяких посткризових політик Федеральної резервної системи, включаючи її рішення назавжди перейти на достатні резерви або «мінімальну» операційну систему, а також рішення побудувати мережу роздрібних платежів у режимі реального часу, щоб конкурувати з мережею, створеною комерційними банкірами. Зовсім недавно він очолив зростаючий рух за те, щоб ФРС використовувала свої повноваження щодо кількісного пом'якшення не лише для боротьби з рецесіями, але і як засіб фінансування амбітних урядових проєктів в обхід звичайного порядку виділення коштів, встановленого в Конгресі

## Родина
Селджін — брат-близнюк письменника та ілюстратора Пітера Селджіна і зведений брат антрополога Клер Селджін Вольфовіц. Інша його зведена сестра, Енн Селджін Леві, — художниця по тканині та кулінарна авторка. Його батько, Пол Селджін, був винахідником, чиї численні патенти включають багато оптичних вимірювальних приладів для використання у виробництві.